# Убить за лайк
«Убить за лайк» (англ. Tragedy Girls; дословно — «Девушки трагедии») — американский комедийный фильм ужасов режиссёра Тайлера Макинтайра. Премьера фильма состоялась на South by Southwest 12 марта 2017 года. В США фильм вышел 20 октября 2017 года. В России фильм вышел 2 ноября 2017 года.

## Сюжет
Две подружки-старшеклассницы совершают убийства, чтобы привлечь интерес к своему блогу преступлений.

## В ролях
| Актёр               | Роль                         |
| ------------------- | ---------------------------- |
| Александра Шипп     | Маккайла Хупер               |
| Брианна Хильдебранд | Сэди Каннингем               |
| Джош Хатчерсон      | Тоби Митчелл                 |
| Крэйг Робинсон      | Альберт "Большой Эл" Хилл    |
| Кевин Дюранд        | Лоуэлл Орсон Леманн (убийца) |
| Джек Куэйд          | Уэлш                         |
| Тимоти В. Мерфи     | Шериф Блейн Уэлч             |
| Никки Уилан         | миссис Кент                  |
| Керри Родс          | Дрю                          |
| Остин Абрамс        | Крейг Томпсон                |
| Энди Бетея          | мистер Хупер                 |
| Розалинд Чао        | Мэр Кэмпбелл                 |
| Кит Хадсон          | Чак Каннингэм                |
| Саванна Джейд       | Сыл Стэнтон                  |
| Лорен Лестер        | Джеральд Директор Школы      |
| Мэри Кармен         | Триш                         |
| София Митчелл       | Трейси                       |
| Элиз Нил            | миссис Хупер                 |
| Тори Столпер        | Элис Уэйд                    |
| Уильям Токарски     | мистер Гордон                |

## Награды
Фильм участвовал в фестивалях и получил 5 наград.